# Dorothee Roer
C. Dorothee Roer, geborene Gramse (* 7. Januar 1943 in Posen; † 1. April 2022 in Frankfurt am Main) war eine deutsche Kulturwissenschaftlerin und Professorin der Frankfurt University of Applied Sciences mit den Schwerpunkten Theorien und Methoden psychosozialer Versorgung unter besonderer Beachtung der Tätigkeitstheorie A. N. Leontjevs sowie deren Perspektiven in Psychologie und Sozialarbeitswissenschaften.

## Leben
Dorothee Roer studierte Psychologie, Ethnologie und Soziologie in Göttingen, Hamburg, Tübingen und Heidelberg. Einige Jahre arbeitete sie am Psychologischen Institut der Universität Heidelberg. Ab 1975 war sie Professorin an der Frankfurt University of Applied Sciences. Schwerpunkte ihrer Lehre waren Theorien und Methoden psychosozialer Versorgung, Rekonstruktive Soziale Arbeit unter besonderer Berücksichtigung des Ansatzes „Biografie-Arbeit“. Dorothee Roer war verheiratet mit dem Pfarrer und Friedensaktivisten Wolf-Ingo Roer (1940–2022). Das Ehepaar hatte zwei Töchter und wohnte in Frankfurt am Main. Dort starben Dorothee und Ingo Roer gemeinsam am 1. April 2022.

## Leistungen
Zusammen mit Dieter Henkel war sie Herausgeberin des Buchs „Psychiatrie im Faschismus“. Sie nimmt darin kritisch zum psychiatrischen Krankheitsbegriff der klassischen deutschen Psychiatrie Stellung.
Mit Renate Maurer-Hein gründete Dorothee Roer das Institut „Biografie und Gesellschaft“, dessen Co-Leitung sie ab 2009 innehatte. Das Institut hat sich zur Aufgabe gesetzt, tätigkeitstheoretisch begründete Biografie-Arbeit als kritisch-innovativen Ansatz in sozialen und pädagogischen Handlungsfeldern bekannt zu machen und zu verankern. Zum Thema Biografie und Gesellschaft veröffentlichte Dorothee Roer zahlreiche Arbeiten.

## Publikationen
- Psychiatrie in Deutschland 1933–1945: Ihr Beitrag zur „Endlösung der Sozialen Frage“, dargestellt am Beispiel der Heilanstalt Uchtspringe, Mannheim, 1992 Volltext online.
- Persönlichkeitstheoretische Aspekte von Frauenarbeit und Frauenarbeitslosigkeit. Köln : Pahl-Rugenstein, 1980
- zusammen mit Dieter Henkel: Psychiatrie im Faschismus Ersterscheinung Psychiatrie-Verlag, Bonn 1986 (6. Auflage 2019).
- zusammen mit Dieter Henkel: Sozialepidemiologie psychischer Störungen. Unveränd. fotomechan. Nachdruck, Argument-Verlag, Berlin/West 1980.
- Internationaler Kongress Kritische Psychologie. Marburg, 1979.
- Biografie-Arbeit: ein tätigkeitstheoretisch fundierter Ansatz Rekonstruktiver Sozialer Arbeit, In: Tätigkeitstheorie. E-Journal für tätigkeitstheoretische Forschung in Deutschland, , 9/12, S. 49–72, 2012, Online.
- zusammen mit Renate Maurer-Hein „Treffen zwei tätige Subjekte aufeinander – die tätigkeitstheoretische Sicht auf Interaktion in der Sozialen Arbeit“, in: Tätigkeitstheorie, E-Journal für tätigkeitstheoretische Forschung in Deutschland, 15/19, 2019, Online.
- Selbstverständlich können marginalisierte Menschen (wieder)sprechen! – Aber: Können wir sie auch verstehen? Von der Notwendigkeit der (Wieder) Entdeckung unterdrückter Wissensarten durch die Subjekt- und Sozialwissenschaften, In. Dege, Martin / Grallert, Till / Dege, Carmen / Chimirri, Niklas (hg.) Können Marginalisierte (wieder)sprechen? Zum politischen Potenzial der Sozialwissenschaften, Gießen: Psychosozial Verlag, S. 53-87 (2010).